# Conamomum rubidum
Conamomum rubidum là một loài thực vật có hoa trong họ Gừng. Loài này được Vichith Lamxay và Lý Ngọc Sâm mô tả khoa học đầu tiên năm 2012 dưới danh pháp Amomum rubidum. Năm 2018, Jana Leong-Škorničková và Axel Dalberg Poulsen chuyển nó sang chi mới phục hồi là Conamomum.

## Phân bố
Loài này có ở Việt Nam.